# 阿卡迪亚 (福贾省)

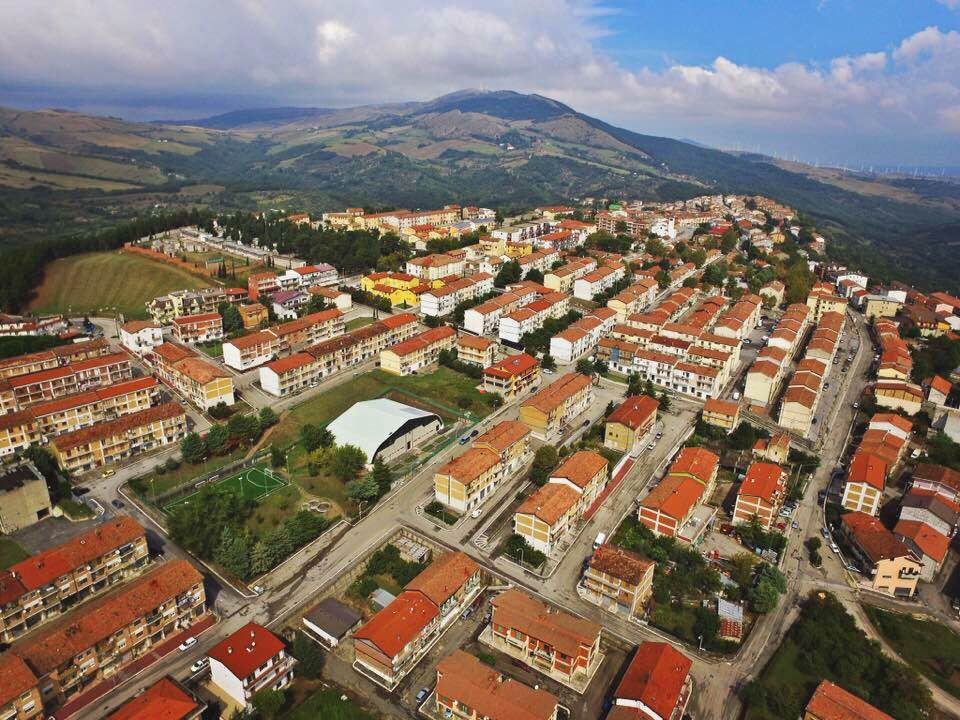
全景图

阿卡迪亚（義大利語：Accadia）是意大利普利亚大区福賈省的市镇。面积为30.48平方公里，人口数量为2,374人（2017年）。